# Noël Foré
Noël Foré (Adegem, Maldegem, Flandes Oriental, 23 de desembre de 1932 - Gant, 16 de febrer de 1994) va ser un ciclista belga que fou professional entre 1956 i 1968. Durant aquests anys de professionalisme aconseguí més de 50 victòries, sent les més destacades la Gant-Wevelgem de 1958, la París-Roubaix de 1959 i el Tour de Flandes de 1963. El 1959 guanyà la medalla de bronze en el Campionat del món de ciclisme en ruta.
Té un monument en record seu a la ciutat d'Eeklo.

## Palmarès
- 1956
  - Vencedor d'una etapa de la Volta als Països Baixos
- 1957
  - 1r del Circuit de les Ardenes flamenques - Ichtegem
  - 1r del Circuit Mandel-Lys-Escaut
  - 1r a l'A través de Bèlgica
- 1958
  - 1r de la Volta a Bèlgica i vencedor d'una etapa
  - 1r de la Gant-Wevelgem
- 1959
  - 1r de la París-Roubaix
  - 1r de la Brussel·les-Ingooigem
  - Medalla de bronze al Campionat del món de ciclisme en ruta
- 1962
  - 1r de la Volta a Bèlgica
  - Vencedor de 3 etapes de la París-Niça
- 1963
  - 1r del Tour de Flandes
  - 1r de la Kuurne-Brussel·les-Kuurne
  - 1r al Gran Premi E3
  - Vencedor d'una etapa i de la classificació per punts de la Volta a Bèlgica
- 1964
  - 1r als Sis dies d'Anvers (amb Fritz Pfenninger i Peter Post)
- 1967
  - 1r de la Volta a Colònia
  - 1r de la Brussel·les-Meulebeke
  - 1r del Circuit de Flandes Oriental
- 1968
  - 1r de la Brussel·les-Meulebeke

### Resultats al Tour de França
- 1958. Abandona (15a etapa)
- 1963. Abandona (10a etapa)

### Resultats a la Volta a Espanya
- 1960. Abandona